# Giovanni Battista Gaulli
Giovanni Battista Gaulli, ofte kendt som il Baciccio eller Baciccia (8. maj 1639 i Genova – 2. april 1709 i Rom) var en italiensk maler i højbarokken.

## Skoling
Gaulli blev født i Genova, hvor hans forældre omkom under pesten i 1657. Hans første læremester var Luciano Borzone. I midten af 1600-tallet var Genova et kosmopolitisk omdrejningspunkt for både handel og kunst, og kunstnere som Peter Paul Rubens og Antoon van Dyck aflagde byen flere besøg.
Gaullis tidligste inspirationskilde har formentlig været en blanding af disse nordeuropæiske påvirkninger samt værker af de lokale malere Valerio Castello, Giovanni Benedetto Castiglione og Bernardo Strozzi, hvis varme palet Gaulli overtog. I 1660'erne eksperimenterede han med den køligere palet og mere klassicerende stil, som prægede Bolognaskolen.

## Karriere
Snart efter flyttede Gaulli til Rom, hvor han i 1662 blev medlem af malerlauget Accademia di San Luca, hvor han siden fik flere embeder. I 1663 modtog han sin første bestilling på en altertavle til kirken San Rocco. Samtidig begyndte mange private opgaver inden for historiemaleriet at tilflyde ham.
Et besøg i Parma i 1669, hvor han bl.a. oplevede Correggios freskoer i kuplen i byens katedral, ændrede Gaullis maleriske retning, som blev mere malerisk og mindre linjepræget. Teknikken di sotto in su ("at kigge op nedefra") kom til at præge hans senere hovedværk.
Støttet af tidens store kunstner Giovanni Lorenzo Bernini fik Gaulli en strålende karriere og blev en af Roms mest efterspurgte portrætmalere. Ud over malerier har mange af hans tegninger overlevet til vore dage.
Gaulli havde mange elever. Han omtales som en person, som havde nemt til vrede, men som også var klar til at rense luften, hvis fornuften blev adlydt... generøs, frisindet og gavmild, især over for de fattige.
Gaulli døde i Rom, kort efter den 26. marts 1709 og formentlig på datoen 2. april.

## Værker

### Portrætter
- Portræt af Giovanni Lorenzo Bernini (1665, Galleria Nazionale d'Arte Antica)
- Selvportræt, Uffizi (ca. 1667)
- Kardinal Leopoldo de' Medici, Uffizi (ca. 1667)
- Kardinal Luis Manuel Fernández de Portocarrero (1675, Colección Joan J. Gavara, Valencia)
- Portræt af Giovanni Lorenzo Bernini som gammel (National Gallery of Scotland)
- Portræt af Pave Alexander VII
- Portræt af Pave Clemens IX
- Portræt af Pave Clemens X
- Portræt af Pave Innocens XI
- Portræt af Pave Alexander VIII
- Portræt af Pave Innocens XII
- Portræt af Pave Clemens XI

### Historiemaleri
Kirkeudsmykninger:
- De fire kardinaldyder (1667-71), pendentiver i Chiesa di Sant'Agnese in Agone, Rom
- Udsmykning med fresker af hovedskibets og sideskibenes tøndehvælv, vinduesflader, kuplen, pendentiver, lanternen samt apsis, Chiesa del Gesù, Rom, herunder bl.a.:
  - Tilbedelsen af det hellige Jesu navn (1674-79)
  - Beundringen af det hellige Jesu navn (1674-79)
  - Det hellige Jesu navns triumf (1674-79)
  - Det mystiske lams herlighed (1674-79)
  - Sankt Ignatius' apoteose (1685)
- Franciskanerordenens triumf (1707), Basilica dei Santi XII Apostoli, Rom

Andre malerier:
- Pietà (1667,  Galleria Nazionale d'Arte Antica)
- Den salige Ludovica Albertoni uddeler almisser (1670-71)
- Bacchus og Ariadne (ca. 1675, Fundação Cultural Ema Gordon Klabin)
- Vor Frues himmelfart (Museu da Casa Brasileira)